# Óscar Augusto Múnera Ochoa
Óscar Augusto Múnera Ochoa (San Pedro de los Milagros, Departamento de Antioquia, Colômbia, 27 de maio de 1962) é um ministro católico romano e vigário apostólico de Tierradentro na Colômbia.
Óscar Augusto Múnera Ochoa foi ordenado sacerdote da Diocese de Santa Rosa de Osos em 22 de novembro de 1988.
Em 5 de junho de 2015, o Papa Francisco o nomeou Bispo Titular de Corniculana e Vigário Apostólico de Tierradentro. Foi ordenado bispo pelo bispo de Santa Rosa de Osos, Jorge Alberto Ossa Soto, em 10 de julho do mesmo ano. Os co-consagradores foram o Núncio Apostólico na Colômbia, Arcebispo Ettore Balestrero, e o Arcebispo de Medellín, Ricardo Antonio Tobón Restrepo. A posse em Tierradentro ocorreu nove dias depois.